# Теофилакт Георгиадис
Теофилакт (на гръцки: Θεοφύλακτος, Теофилактос) е гръцки духовник, йордански архиепископ на Йерусалимската патриаршия от 2005 година.

## Биография
Роден е като Теодосиос Георгиадис (Θεοδόσιος Γεωργιάδης) в 1951 година в западномакедонското село Харавги, Гърция. В 1967 година пристига в Йерусалим. Учи в духовното училище в Ксанти.
Престига в Йерусалим в 1972 година и започва работа в патриаршеския офис. На 16 февруари 1973 година се замонашва и приема името Теофилакт. След три дни става дякон. Три години работи в Патриаршеското училище. През септември 1977 година е ръкоположен за свещеник и поема игуменството на манастира „Свети Симеон“. Учи в Богословската академия в Санкт Петербург. В 1981 година става архимандрит. След завършването на образованието си в 1984 година служи в манастира във Витлеем, после в 1885 година става секретар на финансовата комисия, а в 1986 година става игумен на манастира на Светия кръст. В 1989 година става патриаршески посланик в Москва. При завръщането си в Йерусалим става член на Светия синод и старши скевофилакс. В 2003 година напуска длъжността скевофилакс и става абат на манастира „Св. св. Теодор Тирон и Теодор Стратилат“ и служи в патриаршеската църква „Св. св. Константин и Елена“. На 18 ноември 2005 година е избран за йордански архиепископ и е назначен за патриаршески посланик във Витлеем. Ръкоположен е на 4 декември 2005 година в църквата „Възкресение Христово“. В 2012 година става член на Светия синод.
Умира на 8 октомври 2021 година.